# The Back to the Future Trilogy
The Back to the Future Trilogy è una colonna sonora che comprende le musiche dei tre film di Ritorno al futuro. È stata pubblicata negli Stati Uniti dalla casa discografica Verèse Sarabande il 21 settembre 1999.

## Tracce

### Parte I
1. Back To The Future
2. Skateboard Chase
3. Marty's Letter
4. Clocktower Pt. 1
5. Clocktower Pt. 2/Helicopter
6. '85 Lone Pine Mall
7. 4 × 4
8. Doc Returns

### Parte II
1. Hill Valley, 2015
2. Burn The Book
3. He's Gone
4. The Letter
5. I'm Back
6. End Logo
7. The West

### Parte III
1. Main Title
2. Indians
3. Point of No Return (la scena del treno, parte III)
4. End Credits

### The Ride
1. Back To The Future: The Ride